# Willy Jentsch
Willy Hermann Jentsch (auch Willi; * 22. April 1892 in Barschdorf, Provinz Schlesien; † 26. Mai 1966 in Potsdam) war ein deutscher Politiker (SPD und SED) sowie Oberbürgermeister.

## Leben
Der Maurersohn Willy Jentsch besuchte die Volksschule, absolvierte eine Lehre als Fleischer und arbeitete in diesem Beruf. Später ging er auf Wanderschaft. 1911 wurde Jentsch Mitglied des Zentralverbandes der Fleischer. 1912 trat er in die Sozialdemokratischer Partei Deutschlands ein. Jentsch leistete während des Ersten Weltkriegs von 1914 bis 1918 seinen Militärdienst ab. 1918/1919 war er an der Novemberrevolution in Berlin beteiligt. Ab 1919 schaffte er als Arbeiter im Reichsbahnausbesserungswerk Berlin. Jentsch wurde Betriebsrat und Mitglied der Ortsverwaltung Groß-Berlin des Allgemeinen Deutschen Gewerkschaftsbundes. Im Jahr 1923 war er Bezirkssekretär des Deutschen Eisenbahnerverbandes (DEV) im Bezirk Osten in Schneidemühl; später übernahm er Funktionen im Einheitsverband der Eisenbahner Deutschlands. 1924 zog Jentsch nach Frankfurt (Oder) und war dort von 1924 bis 1933 Sekretär des SPD-Unterbezirkes Frankfurt-Lebus, Ost- und Weststernberg. Von 1926 bis 1933 war er zudem Stadtverordneter in Frankfurt (Oder); außerdem Abgeordneter des Provinziallandtags Brandenburg. 1926 war Jentsch einer der Gründer der gemeinnützigen Wohnungsbaugenossenschaft Gewoba. Von April bis Juli 1933 war Jentsch stellvertretendes Mitglied des Preußischen Staatsrats.
Nach der Machtübernahme der Nationalsozialisten wurde Willy Jentsch am 21. März 1933 im Gewerkschaftshaus Frankfurt (Oder) verhaftet. Es folgte eine sogenannte Schutzhaft im KZ Sonnenburg bis September 1933. Nach seiner Entlassung führte er den Widerstand gegen die Nationalsozialisten in der kleinen sozialdemokratischen Widerstandsgruppe „Max“ fort, die Flugblätter herstellte und verteilte. Am 17. Dezember 1935 wurde Jentsch erneut festgenommen. Er kam in Untersuchungshaft in Moabit und wurde im August 1936 durch das Kammergericht Berlin zu einem Jahr und sechs Monaten Haft verurteilt. Bei dem Urteil wurde die achtmonatige Untersuchungshaft mit angerechnet. Vom 30. Juli 1938 bis 26. Juni 1938 war Jentsch im Zuchthaus Luckau in Haft. Zeitweise soll er auch im Zuchthaus Frankfurt (Oder) inhaftiert gewesen sein. Am 30. August 1938 wurde Jentsch in das KZ Buchenwald überführt. Im Lager Buchenwald näherte er sich schrittweise der kommunistischen Bewegung an. Er orientierte sich fortan vorrangig an der Kommunistischen Partei Deutschlands. Er soll auch nach eigenen Angaben in den Strukturen der illegalen KPD im KZ Buchenwald mitgearbeitet haben.
Am 22. April 1945 war er Teilnehmer einer Konferenz im KZ Buchenwald, die von Kommunisten organisiert war. Im Juni 1945 beteiligte Willy Jentsch sich an der Organisierung der Entlassung der ehemaligen Häftlinge aus dem KZ Buchenwald.
Nach Kriegsende war Jentsch 1945/46 Organisationsleiter der KPD des Stadtkreises Frankfurt (Oder); nach der Vereinigung von KPD und SPD zur SED 1946 Organisationsleiter der SED. Am 24. Dezember 1945 eröffnete er das Kinderheim im Grünen Weg in Frankfurt (Oder). Seine Frau wurde die erste Leiterin. Von 1946 bis 1950 war Jentsch Mitglied des SED-Kreisverwaltung Frankfurt (Oder); 1946 bis 1948 Vorsitzender des Kreisvorstandes Frankfurt (Oder) der Vereinigung der gegenseitigen Bauernhilfe; ab Oktober 1946 Bürgermeister und Stellvertreter des Oberbürgermeisters Frankfurts. Jentsch war für die Polizei und andere wichtige Bereiche zuständig. Nach dem Rücktritt Oskar Wegeners wählte die Stadtverordnetenversammlung Willy Jentsch am 17. Februar 1949 in geheimer Wahl mit 38 Ja-Stimmen gegen 1 Nein-Stimme und 8 Stimmenenthaltungen zum Oberbürgermeister von Frankfurt (Oder).
Willy Jentsch werden einige umstrittene, langfristig auf Frankfurt (Oder) wirkende Entscheidungen zugeschrieben. Zum Beschluss des Abrisses des Schlosses im Frankfurter Ortsteil Markendorf wird er mit den Worten „Das Krähennest muss weg.“ zitiert. Jentsch soll den Abriss des ehemaligen Kollegienhauses der Brandenburgischen Universität Viadrina herbeigeführt haben. Mit den Worten „Ingenieure – so ein Gelichter brauchen wir nicht. Wir sind Arbeiter.“ soll er die Wiedereröffnung der Staatlichen Bauschule in Frankfurt verhindert haben. Die Landeshochbauschule wurde 1948 in Cottbus angesiedelt und entwickelte sich zur Brandenburgische Technische Universität Cottbus weiter.
1950 verließ Jentsch Frankfurt (Oder) und wurde Abteilungsleiter im Landesverband Brandenburg der landwirtschaftlichen Genossenschaften in Potsdam. 1952/1953 war er Landessekretär der Vereinigung der Verfolgten das Naziregimes des Landes Brandenburg bzw. ab dessen Gründung am 25. Juli 1952 des Bezirkes Potsdam. Von 1953 bis 1956 arbeitete Jentsch als Leiter der Abteilung Arbeit und Berufsausbildung beim Rat des Bezirkes Potsdam.

## Ehrungen
Die Straße Am Schlangenfenn In Potsdam trug von 1979 bis 1992 den Namen Willy-Jentsch-Straße.
Am 29. April 2014 wurde in der Beckmannstraße 3 in Frankfurt (Oder) ein Stolperstein für Willy Jentsch verlegt.